# 夏寨水库
夏寨水库是中国宁夏回族自治区固原市西吉县境内的一座水库，位于葫芦河上，建于1972年。水库正常库容为1500万立方米，集雨面积为492平方千米，海拔为1885米。